# Heinrich Pichler
Heinrich Pichler (16. června 1849 Sankt Georgen im Attergau – 20. června 1925 Sankt Georgen im Attergau) byl rakouský křesťansko sociální politik, na počátku 20. století poslanec Říšské rady, v poválečném období poslanec rakouské Národní rady.

## Biografie
Vychodil národní školu a živnostenskou školu. Působil jako hospodář v Sankt Georgen im Attergau. Byl obchodníkem s železářským zbožím a elektrotechnikou a byl rovněž zámečnickým mistrem. Zastával funkci předsedy obchodního společenstva v Sankt Georgen im Attergau. Angažoval se v Křesťansko sociální straně Rakouska.
Počátkem 20. století se zapojil i do celostátní politiky. Ve volbách do Říšské rady roku 1907, konaných poprvé podle všeobecného a rovného volebního práva, získal mandát v Říšské radě (celostátní zákonodárný sbor) za obvod Horní Rakousy 20. Usedl do poslanecké frakce Křesťansko-sociální sjednocení. Mandát zde obhájil ve volbách do Říšské rady roku 1911, kdy usedl do klubu Křesťansko-sociální klub německých poslanců. Ve vídeňském parlamentu setrval až do zániku monarchie. K roku 1911 se profesně uvádí jako zemský poslanec a zámečnický mistr.
Po válce zasedal v letech 1918–1919 jako poslanec Provizorního národního shromáždění Německého Rakouska (Provisorische Nationalversammlung).